# Джордж Пулман
Джордж Мортимър Пулман (на английски: George Mortimer Pullman; 1831 – 1897) е американски изобретател и индустриалец, основател на фирмата Pullman, чиято основна дейност е производството на железопътни вагони.

## Биография
Джордж Пулман е роден на 3 март 1831 г. в село Броктън, щата Ню Йорк.
През 1867 г. компанията Pullman започва серийното производство на спални вагони. През същата година Пулман изобретява първия вагон-ресторант.

## Интересни факти
- За решаване на проблема с персонала, през 1880 г. Джордж Пулман купува четири хиляди акра земя (около 16 000 декара) близо до Чикаго и започва да строи град за собствените си служители – Пулмантаун, където се концентрира и цялото основно производство.
- През 1894 г. в Съединените щати започва икономическа криза. Заради кризата търсенето на вагони спада, съответно намалява тяхното производство, което е последвано от съкращаване на персонал, а заплатите на останалите служители са намалени с 25 – 30%. Наемодателят Пулман обаче не намалява наемите за жилищата. Работниците в неговите фабрики обявяват стачка, а след това излизат по улиците да демонстрират. Стачката прераства в общонационален конфликт между профсъюзите и железопътните компании. Опитите на полицията да разпръсне демонстрацията през май 1894 г. довеждат до кръвопролития, убити са 34 души. Репутацията на Пулман е провалена от стачката, а президентската комисия, разследвала инцидента, осъжда Пулман за отказа му да води преговори по икономическите трудности, които той е създал за работниците си в Пулмантаун. Върховният съд на щат Илинойс принуждава компанията Пулман да се откаже от собственостите си в града, и той е присъединен към Чикаго.
- През 1897 г. Пулман умира от инфаркт, само три години след стачката. Опасявайки се, че някои от неговите бивши служители могат да се опитат да откопаят тялото му, семейството помества тленните останки в обкован с олово махагонов ковчег, който след това е запечатан в бетонен блок с половинметрови стени. Отгоре е залят с бетон, следва слой стоманени релси, захванати под прав ъгъл с болтове, и накрая още един слой бетон. Цялата процедура по погребението трае два дни.